# Chuquibamba
Chuquibamba o Chuqipampa è un comune del Perù, situato nella regione di Arequipa e capoluogo della provincia di Condesuyos.